# Pietralunga
Pietralunga é uma comuna italiana da região da Umbria, província de Perugia, com cerca de 2.339 habitantes. Estende-se por uma área de 140 km², tendo uma densidade populacional de 17 hab/km². Faz fronteira com Apecchio (PU), Cagli (PU), Città di Castello, Gubbio, Montone, Umbertide.

## Demografia
| Variação demográfica do município entre 1861 e 2011                               |
|                                                                                   |
| Fonte: Istituto Nazionale di Statistica (ISTAT) - Elaboração gráfica da Wikipedia |